# UCI ProTour 2007
UCI ProTour je název seriálu nejkvalitnějších závodů v silniční cyklistice. Vybírá je Mezinárodní cyklistická unie UCI. V roce 2007 obsahoval seriál čtrnáct jednorázových (jeden se neuskutečnil) a třináct etapových závodů. Seriál vyhrál Australan Cadel Evans.

## Konečné pořadí
| Jednotlivci           | body | Týmy                              | body | Státy          | body |
| --------------------- | ---- | --------------------------------- | ---- | -------------- | ---- |
| 1. Cadel Evans        | 247  | 1. Team CSC                       | 392  | 1. Španělsko   | 849  |
| 2. Davide Rebellin    | 197  | 2. Liquigas                       | 354  | 2. Itálie      | 728  |
| 3. Alberto Contador   | 191  | 3. Caisse d'Epargne-Illes Balears | 337  | 3. Austrálie   | 520  |
| 4. Alejandro Valverde | 190  | 4. AG2R Prévoyance                | 324  | 4. Rusko       | 437  |
| 5. Óscar Freire       | 182  | 5. Quick Step-Innergetic          | 310  | 5. Lucembursko | 377  |
| 6. Děnis Meňšov       | 172  | 6. Saunier Duval - Prodir         | 306  | 6. Německo     | 337  |
| 7. Damiano Cunego     | 165  | 7. Discovery Channel              | 300  | 7. Nizozemsko  | 293  |
| 8. Kim Kirchen        | 165  | 8. Rabobank                       | 300  | 8. Belgie      | 281  |
| 9. Samuel Sanchez     | 159  | 9. Predictor-Lotto                | 293  | 9. Francie     | 215  |
| 10. Vladimir Karpec   | 145  | 10. Lampre-Fondital               | 258  | 10. USA        | 180  |

## Závody ProTour 2007
| Datum                  | Závod                        | Stát                | Vítěz                | Tým                  | Výsledky |
| ---------------------- | ---------------------------- | ------------------- | -------------------- | -------------------- | -------- |
| 11.–18. března         | Paříž–Nice                   | Francie             | Alberto Contador     | Discovery Channel    | Výsledky |
| 14.–20. března         | Tirreno–Adriatico            | Itálie              | Andreas Klöden       | Team Astana          | Výsledky |
| 24. března             | Milán – San Remo             | Itálie              | Óscar Freire         | Rabobank             | Výsledky |
| 8. dubna               | Kolem Flander                | Belgie              | Alessandro Ballan    | Lampre-Fondital      | Výsledky |
| 9.–14. dubna           | Kolem Baskicka               | Španělsko           | Juan José Cobo       | Saunier Duval-Prodir |          |
| 11. dubna              | Gent–Wevelgem                | Belgie              | Marcus Burghardt     | T-Mobile Team        |          |
| 15. dubna              | Paříž–Roubaix                | Francie             | Stuart O'Grady       | Team CSC             |          |
| 22. dubna              | Amstel Gold Race             | Nizozemsko          | Stefan Schumacher    | Gerolsteiner         |          |
| 25. dubna              | Valonský šíp                 | Belgie              | Davide Rebellin      | Gerolsteiner         |          |
| 29. dubna              | Lutych–Bastogne–Lutych       | Belgie              | Danilo Di Luca       | Liquigas             |          |
| 1.–6. května           | Tour de Romandie             | Švýcarsko           | Thomas Dekker        | Rabobank             | Výsledky |
| 12. května – 3. června | Giro d'Italia                | Itálie              | Danilo Di Luca       | Liquigas             | Výsledky |
| 21.–27. května         | Volta a Catalunya            | Španělsko           | Vladimir Karpec      | Caisse d'Epargne     |          |
| 10.–17. června         | Critérium du Dauphiné Libéré | Francie             | Christophe Moreau    | AG2R Prévoyance      |          |
| 16.–24. června         | Tour de Suisse               | Švýcarsko           | Vladimir Karpec      | Caisse d'Epargne     |          |
| 24. června             | TTT Eindhoven                | Nizozemsko          | časovka družstev     | Team CSC             |          |
| 7.–29. července        | Tour de France               | Francie             | Alberto Contador     | Discovery Channel    | Výsledky |
| 4. srpna               | Clásica de San Sebastián     | Španělsko           | Leonardo Bertagnolli | Liquigas             |          |
| 10.–18. srpna          | Deutschland Tour             | Německo             | Jens Voigt           | Team CSC             |          |
| 19. srpna              | Vattenfall Cyclassics        | Německo             | Alessandro Ballan    | Lampre-Fondital      |          |
| 22.–29. srpna          | Eneco Tour                   | Belgie · Nizozemsko | José Iván Gutiérrez  | Caisse d'Epargne     |          |
| 2. září                | Grand Prix de Plouay         | Francie             | Thomas Voeckler      | Bouygues Télécom     |          |
| 1.–23. září            | Vuelta a España              | Španělsko           | Děnis Meňšov         | Caisse d'Epargne     |          |
| 9.–15. září            | Tour de Pologne              | Polsko              | Johan van Summeren   | Team CSC             |          |
| 7. října               | Züri-Metzgete                | Švýcarsko           | zrušeno              | zrušeno              |          |
| 14. října              | Paříž–Tours                  | Francie             | Alessandro Petacchi  | Team Milram          |          |
| 20. října              | Giro di Lombardia            | Itálie              | Damiano Cunego       | Lampre-Fondital      |          |

## Týmy
| Kod | Název                                   | Stát       | Web                                         |
| --- | --------------------------------------- | ---------- | ------------------------------------------- |
| AGR | Ag2r Prévoyance                         | Francie    | Archivováno 21. 5. 2007 na Wayback Machine. |
| AST | Astana Team                             | Švýcarsko  |                                             |
| BTL | Bouygues Télécom                        | Francie    |                                             |
| GCE | Caisse d'Epargne                        | Španělsko  |                                             |
| COF | Cofidis, Le Crédit par Téléphone        | Francie    |                                             |
| C.A | Crédit Agricole                         | Francie    |                                             |
| CSC | Team CSC                                | Dánsko     |                                             |
| DSC | Discovery Channel Pro Cycling Team      | USA        |                                             |
| PRL | Predictor-Lotto (dříve Davitamon-Lotto) | Belgie     |                                             |
| EUS | Euskaltel-Euskadi                       | Španělsko  |                                             |
| FDJ | Française des Jeux                      | Francie    |                                             |
| GST | Team Gerolsteiner                       | Německo    |                                             |
| LAM | Lampre-Fondital                         | Itálie     |                                             |
| LIQ | Liquigas                                | Itálie     |                                             |
| MRM | Team Milram                             | Itálie     |                                             |
| QSI | Quick Step-Innergetic                   | Belgie     |                                             |
| RAB | Rabobank                                | Nizozemsko |                                             |
| SDV | Saunier Duval-Prodir                    | Španělsko  |                                             |
| TMO | T-Mobile Team                           | Německo    |                                             |
| UNI | Unibet.com Cycling Team                 | Švédsko    |                                             |

## Bodový Systém
| *                   | Tour de France | Giro d'Italia Vuelta | Milán-San Remo Kolem Flander Paříž–Roubaix Liège – Bastogne – Liège Kolem Lombardie Ostatní etapové závody | Ostatní jednorázové závody |
| ------------------- | -------------- | -------------------- | --- | -------------------------- |
| Celková klasifikace |                |                      | |                            |
| 1                   | 100            | 85                   | 50 | 40                         |
| 2                   | 75             | 65                   | 40 | 30                         |
| 3                   | 60             | 50                   | 35 | 25                         |
| 4                   | 55             | 45                   | 30 | 20                         |
| 5                   | 50             | 40                   | 25 | 15                         |
| 6                   | 45             | 35                   | 20 | 11                         |
| 7                   | 40             | 30                   | 15 | 7                          |
| 8                   | 35             | 26                   | 10 | 5                          |
| 9                   | 30             | 22                   | 5 | 3                          |
| 10                  | 25             | 19                   | 2 | 1                          |
| 11                  | 20             | 16                   | |                            |
| 12                  | 15             | 13                   | |                            |
| 13                  | 12             | 11                   | |                            |
| 14                  | 10             | 9                    | |                            |
| 15                  | 8              | 7                    | |                            |
| 16                  | 6              | 5                    | |                            |
| 17                  | 5              | 4                    | |                            |
| 18                  | 4              | 3                    | |                            |
| 19                  | 3              | 2                    | |                            |
| 20                  | 2              | 1                    | |                            |
| Etapové umístění    |                |                      | |                            |
| 1                   | 10             | 8                    | 3 |                            |
| 2                   | 5              | 4                    | 2 |                            |
| 3                   | 3              | 2                    | 1 |                            |